# Baulne-en-Brie
Baulne-en-Brie é uma ex-comuna francesa na região administrativa de Altos da França, no departamento de Aisne. Estendeu-se por uma área de 18,89 km². Em 2010 a comuna tinha 576 habitantes (densidade: 30,5 hab./km²).
Em 1 de janeiro de 2016 foi fundida com as comunas de La Chapelle-Monthodon e Saint-Agnan para a criação da nova comuna de Vallées-en-Champagne.